# راسيل دبليو. ماير جونيور
راسيل دبليو. ماير جونيور (بالإنجليزية: Russell W. Meyer, Jr.)‏ هو شخصية أعمال أمريكي، ولد في 1932.